# 7a Rushgarry

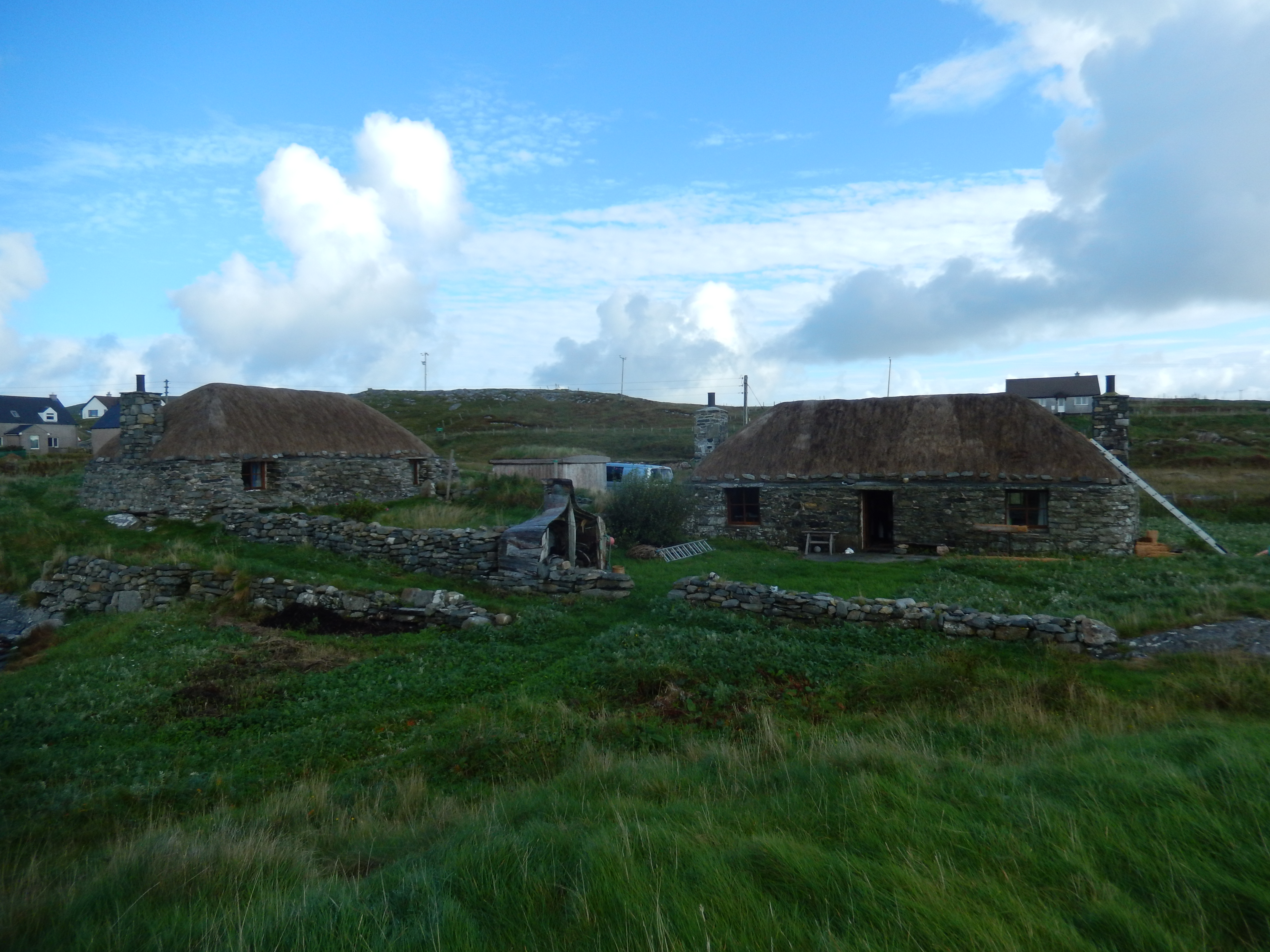
7a Rushgarry rechts im Bild, links 7b Rushgarry

7a Rushgarry ist ein Wohngebäude auf der schottischen Hebrideninsel Berneray. 1971 wurde das Gebäude in die schottischen Denkmallisten in der Kategorie B aufgenommen. In unmittelbarer Umgebung befinden sich die ebenfalls denkmalgeschützten Gebäude 7b Rushgarry und Cnoc an Dudain.

## Geschichte
Unter Donald Ruadh Macleod wurde Berneray bis ins mittlere 18. Jahrhundert durch Erweiterung der landwirtschaftlichen Flächen und Einführung der Kelpgewinnung entwickelt. 1834 kam es zu einer Immigration von Vertriebenen anderer Inseln (vergleiche auch Highland Clearances), welche eine hohe Bevölkerungsdichte in Rushgarry hervorrief. Mehreren aufeinanderfolgende Missernten und die Hungersnot infolge der Kartoffelfäule in den späten 1840er Jahren bei gleichzeitigem Niedergang der Kelpgewinnung trafen Berneray schwer. Zahlreiche Gehöfte wurden in der Folge aufgelassen und die Einwohnerzahl der Insel wurde rückläufig.
Die Crofter-Behausung stammt aus dem frühen 19., möglicherweise auch aus dem späten 18. Jahrhundert und entstand somit vermutlich in der Hochzeit der Kelpindustrie auf Berneray und auch vor der Immigrationswelle. Auf der ersten Karte der Ordnance Survey 1878 ist das Gebäude verzeichnet. 7a Rushgarry war bis 1979 bewohnt. 1998 wurde das ungenutzte Gebäude in das Register gefährdeter denkmalgeschützter Bauwerke in Schottland aufgenommen. Bei einer Begehung 2009 war das Dach eingestürzt und 7a Rushgarry wurde als Ruine eingestuft. 2010 wurde einem Antrag auf Restaurierung stattgegeben. Das restaurierte Gebäude dient seitdem wieder Wohnzwecken.

## Beschreibung
Es handelt sich um ein traditionelles Cottage, das sich in der Siedlung Rushgarry am Nordostufer des Bays Loch, der größten Bucht der Insel, befindet. Das eingeschossige, längliche Gebäude schließt mit einem reetgedeckten Walmdach mit offenem Dachstuhl. Sein flaches, mächtiges Mauerwerk besteht aus Feldstein. Zum Schutz vor starken Winden sind die Gebäudekanten gerundet ausgeführt. Die südwestexponierte Hauptfassade ist drei Achsen weit. Des Weiteren sind vier Sprossenfenster unterschiedlicher Dimensionenen in die rückwärtige Fassade eingelassen. Ein Türsturz aus Beton, der im Zuge eines Anbaus eingesetzt worden war, wurde im Rahmen der Restaurierungsarbeiten entfernt. Von der Nordwestfassade ragt ein quadratischer Kamin auf. Die Qualität seiner Ausführung lässt darauf schließen, dass es sich hierbei um eine spätere Ergänzung handelt. Der Innenraum entspricht dem Datum der Restaurierung. Die ursprünglichen Installationen sind verloren gegangen. Es existieren jedoch Hinweise, dass der Innenraum einst in drei Räume unterteilt gewesen war. Dies entspricht der üblichen Unterteilung auf den Hebriden.
Es handelt sich um die seltenen Reste der traditionellen reetgedeckten Cottages der Hebriden und westlichen Highlands. 2016 wurde geschätzt, dass nur etwa 200 Gebäude dieses Bautyps in Schottland erhalten geblieben sind.